# Joana de Savoia i de Borgonya
Joana de Savoia (vers 1310 - Vincennes, 29 de juny de 1344) fou una princesa savoiana, filla d'Eduard el Liberal, comte de Savoia (+1329), i de Blanca de Borgonya.
El 21 de març de 1329 es va casar amb Joan III de Bretanya el Bo, amb el que no va tenir fills i el qual li va donar en dot el vescomtat de Llemotges. Va morir al Château du Bois de Vincennes el 29 de juny de 1344. Fou enterrada a Dijon.